# William Stott
William Stott, auch englisch Stott of Oldham ‚Stott aus Oldham‘ (* 20. November 1857 in Oldham bei Manchester; † 25. Februar 1900) war ein englischer Maler.

## Leben
Stott war der Sohn eines Mühlenbesitzers. Seinen ersten künstlerischen Unterricht erfuhr er durch Zeichenunterricht in seiner Heimatstadt. Mit 22 Jahren ging er 1879 nach Paris und wurde dort Schüler des Malers Jean-Léon Gérôme. In dessen Atelier schloss er auch Freundschaft mit seinem Kollegen Alexander Roche.
Durch die Unterstützung seines Lehrers wurde Stott 1881 und auch 1882 von der Académie des Beaux-Arts eingeladen, an der Ausstellung des Pariser Salons teilzunehmen. Ab dieser Zeit begann Stott auch seine Werke mit „Stott of Oldham“ zu signieren. Nach eigenem Bekunden sollte ihn dies von seinem Kollegen William Edward Stott (1855–1915) unterscheiden, der ebenfalls zu dieser Zeit in den Ausstellungen vertreten war; es war aber auch als Zeichen seines Stolzes auf seine Heimat und Herkunft zu verstehen. Einige seiner Werke wurden von April bis Mai 1896 in der Goupil Galery gezeigt.
Nachdem er einige Zeit in Grez-sur-Loing in der Nähe von Fontainebleau als freischaffender Künstler gelebt hatte, kehrte er wieder in seine Heimat zurück. Er starb am 25. Februar 1900 während einer Reise von London nach Belfast.
Sein Kollege, der deutsch-englische Maler Walter Sickert, beschrieb Stott einmal als „… one of the two greatest living painters of the world“.

## Werke (Auswahl)

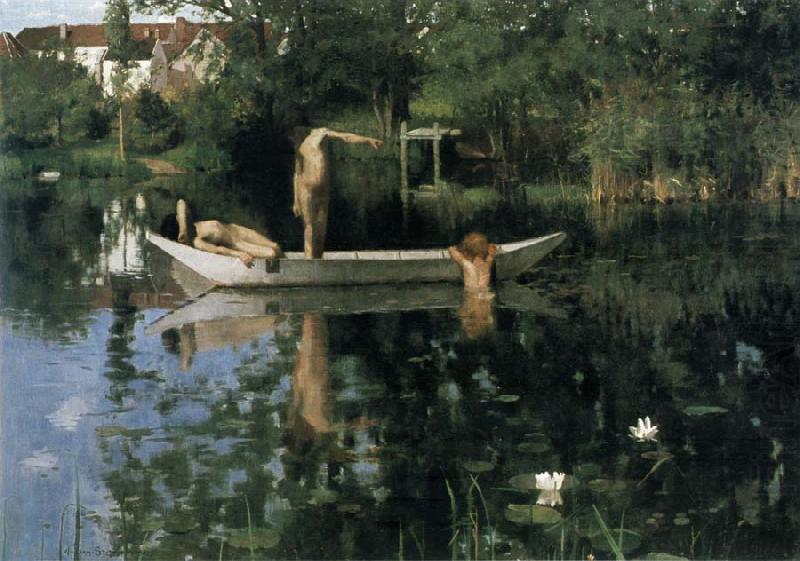
The Bathing Place, 1881
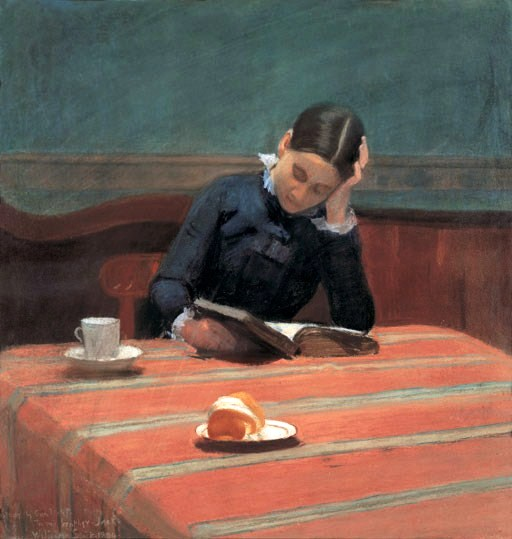
Reading Women, 1984
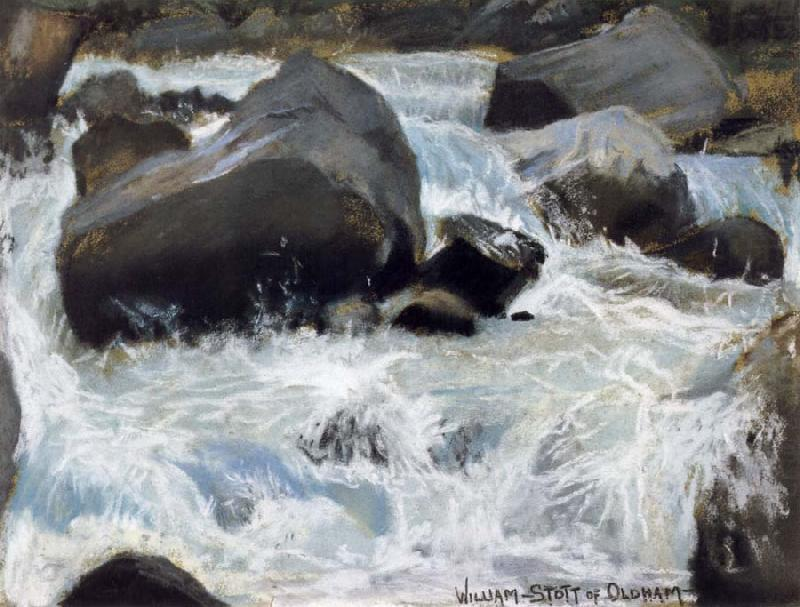
White Torrent, 1888

- Le Passeur (The Ferryman)
- Diana, Twilight and Dawn
- The awakening of the spirit of the rose
- The faerie wood
- Reading Women
- The Torrent